# Hykkara
Hykkara è una città dei Sicani, citata da Tucidide e collocabile nella Sicilia occidentale.
La sua collocazione è ignota ma è stato ipotizzato possa identificarsi con l'odierna Montelepre, in provincia di Palermo, o con il sito archeologico di Monte d'Oro. Il centro fu saccheggiato durante la spedizione ateniese del 415 a.C. e la popolazione venne ridotta in schiavitù; fra queste una bambina di nome Laide che fu venduta a Corinto, città nella quale esisteva la pratica della prostituzione sacra nel tempio di Afrodite.
La leggenda riportata da Tucidide afferma che Cocalo, figlio del ciclope Briareo e re dei Sicani, ordinò la costruzione di una nuova città fortificata, che servisse per contrastare la vicina Segesta, città degli Elimi; del progetto venne incaricato Dedalo, che scelse una località fra la stessa Segesta e Panormos e la chiamò Hykkara per ricordare il figlio Icaro. Secondo lo storico Timeo di Tauromenio il nome della città è da collegarsi alla presenza molto diffusa nella zona di un pesce chiamato Hykas o Ikkaron.
L'imperatore Antonino Pio la indica fra Palermo e Partinico, lungo la via Valeria, la strada consolare che fungeva da via di comunicazione principale lungo la costa settentrionale della Sicilia.